# I quattro tassisti
Pour plus de détails, voir Fiche technique et Distribution.
I quattro tassisti est un film à sketches italien de Giorgio Bianchi sorti en 1963 et s'inscrivant dans le genre de la comédie,.

## Synopsis
I quattro tassisti présente l'histoire de quatre chauffeurs de taxi dans quatre villes italiennes différentes :
- dans l'épisode Lo sposo (Le Mari) qui se déroule à Milan, Baldassare Boldrini se laisse convaincre par une chauffeuse de taxi : alors qu'elle le conduit à l'église pour se marier, il change d'avis et décide de fuir avec elle ;
- dans Un'opera buona (Une bonne œuvre), Pasquale Scognamillo, alors qu'il revient de Pompéi par l'autoroute, prend à bord de son taxi une bonne sœur, qui l'embobine et lui fait donner de l'argent. Lorsqu'elle est revenue à Naples, on s'aperçoit qu'il s'agit en fait d'une escort-girl ;
- dans  Caccia al tesoro (Chasse au trésor), Pomilio Barone promène à travers Turin une avenante fille éméchée qui l'implique dans une chasse au trésor ;
- dans L'uomo in blue (L'Homme en bleu), à Rome, Sor Gigi réalise trop tard qu'il a accueilli dans son taxi un dangereux fugitif habillé de bleu et armé d'un pistolet, avec lequel il vient de commettre un homicide. Cette histoire s'inspire du vrai homicide d'une jeune fille allemande, Christa Wanninger, qui s'est produit à Rome dans la via Veneto en 1963.

## Fiche technique
- Titre original : I quattro tassisti
- Réalisation : Giorgio Bianchi
- Scénario : Castellano et Pipolo, Giorgio Bianchi, Mario Amendola, Leo Benvenuti, Piero De Bernardi
- Décors : Peppino Piccolo
- Costumes : Vera Cozzolino
- Photographie : Silvano Ippoliti, Riccardo Pallottini
- Montage : Adriana Novelli
- Musique : Fiorenzo Carpi
- Production : Antonio Cervi
- Pays d’origine :  Italie
- Langue originale : italien
- Format : noir et blanc — sonore
- Genre : Comédie
- Durée : 100 minutes
- Dates de sortie :
  - Italie : 1963

## Distribution
- Aldo Fabrizi : Sor Gigi
- Peppino De Filippo : Pasquale Scognamiglio
- Erminio Macario : Pomilio Barone
- Gino Bramieri : Baldassare Boldrini
- Didi Perego : Filomena
- Gianrico Tedeschi : l'assassin en fuite
- Yvonne Furneaux : la jeune fille ivre
- Carlo Delle Piane : l'agent de la station-service
- Graziella Granata : la fausse nonne
- Margaret Lee : une touriste anglaise
- Bruno Scipioni : un garagiste
- Aldo Bonamano : un agent de police de la circulation routière